# Macrochaeta clavicornis
Macrochaeta clavicornis är en ringmaskart som först beskrevs av Michael Sars 1835.  Macrochaeta clavicornis ingår i släktet Macrochaeta och familjen Acrocirridae. Arten är reproducerande i Sverige. Inga underarter finns listade i Catalogue of Life.